# زنجانه
زنجانة (بالفارسية: زنگنه)) هي قرية إيرانية تقع في قسم لامرد الريفي في الناحية المركزية في مقاطعة لامرد، محافظة فارس، إيران.